# Carl Holzapfel (Maler)

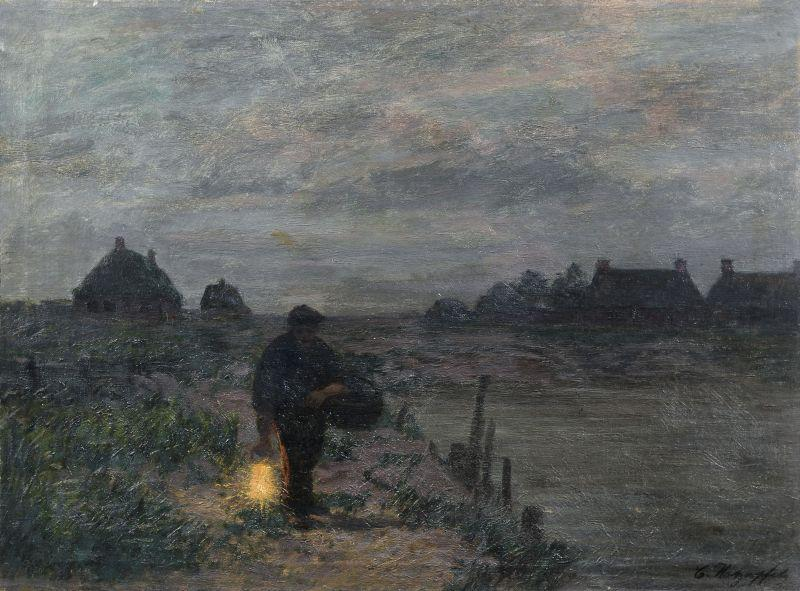
Fischer mit Laterne

Carl Holzapfel (* 30. November 1865 in Berlin; † 6. Oktober 1926 ebenda) war ein deutscher Landschaftsmaler.

## Leben
Carl Holzapfel wurde 1865 in Berlin geboren. Er studierte zunächst von 1883 bis 1890 an der Düsseldorfer Kunstakademie. Dort war er von 1886 bis 1890 Schüler in der Landschafterklasse von Eugen Dücker. Von 1892 bis 1896 folgten Studien an der Kunstschule in Weimar unter Theodor Hagen. Ab 1897 hatte er seinen Wohnsitz in Berlin-Wilmersdorf. Zwischen 1903 und 1915 war er als Lehrer (Professor) an der Akademie in Kassel tätig. Holzapfel war mit seinen Werken ab 1893 regelmäßig vertreten auf den Großen Berliner Kunstausstellungen und den Ausstellungen im Glaspalast München. An den Folgen einer Bleivergiftung, die er sich in Kassel zugezogen hatte, starb er 1926 in Berlin.

## Werke (Auswahl)
Die auf den genannten Ausstellungen in Berlin und München gezeigten Werke waren generell Landschaften oder Küstenmotive. Überwiegend waren die Themen angesiedelt im Norden Deutschlands. Die Bilder trugen Titel wie:
Ost-Holsteinische Landschaft; Auf der Heide – Gewitterstimmung; Cranz a. Elbe; Auf dem Elbdeich; Schiffswerft an der Este bei Hamburg; Wattenfischer; Im Hafen von Borstel bei Hamburg; Dünental List a. Sylt; Aus der Lüneburger Heide; Kartoffelernte in Ostfriesland; Schäfer am Wattenmeer; Auf der Elbe bei Hamburg; Fischkutter auf der Elbe;

## Schüler
- Helfrich Dern